# Masalikatti, Kalghatgi
Masalikatti là một làng thuộc tehsil Kalghatgi, huyện Dharwad, bang Karnataka, Ấn Độ.